# Dánia Vasúti Múzeuma
Dánia Vasúti Múzeuma (Danmarks Jernbanemuseum) az ország vasúti közlekedésének történetét mutatja be régi mozdonyok és más vasúti gördülőállomány, valamint számos modell révén Odense városában, a mai pályaudvar szomszédságában.

## Leírása

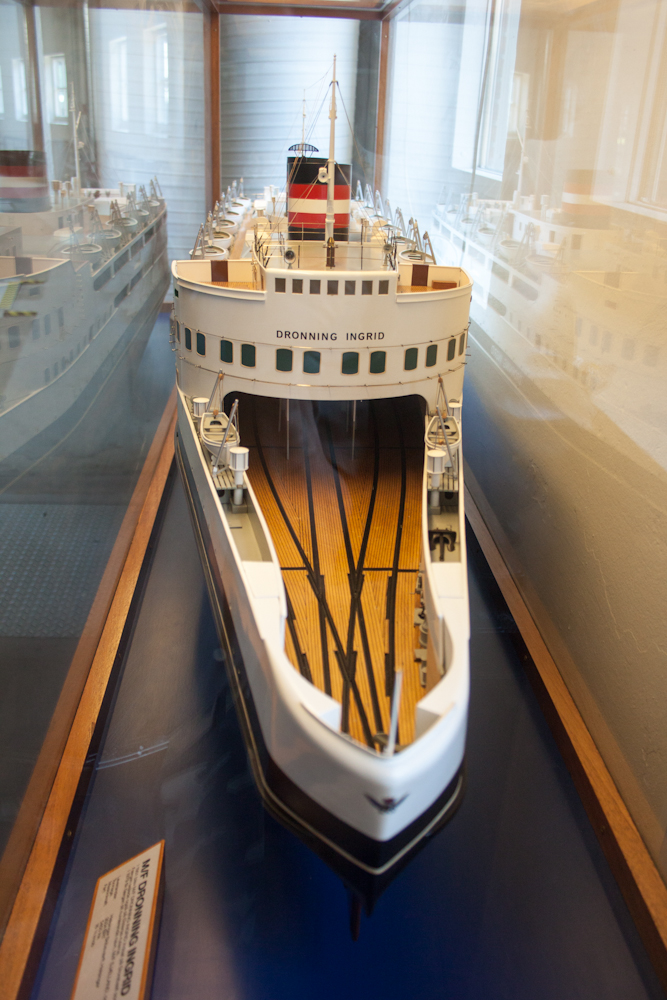
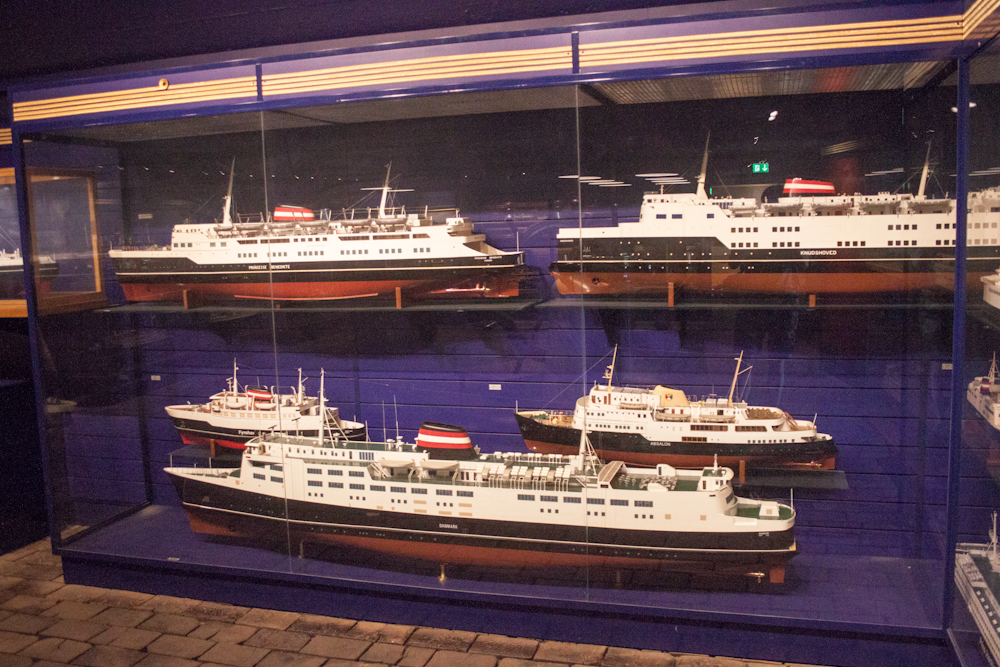
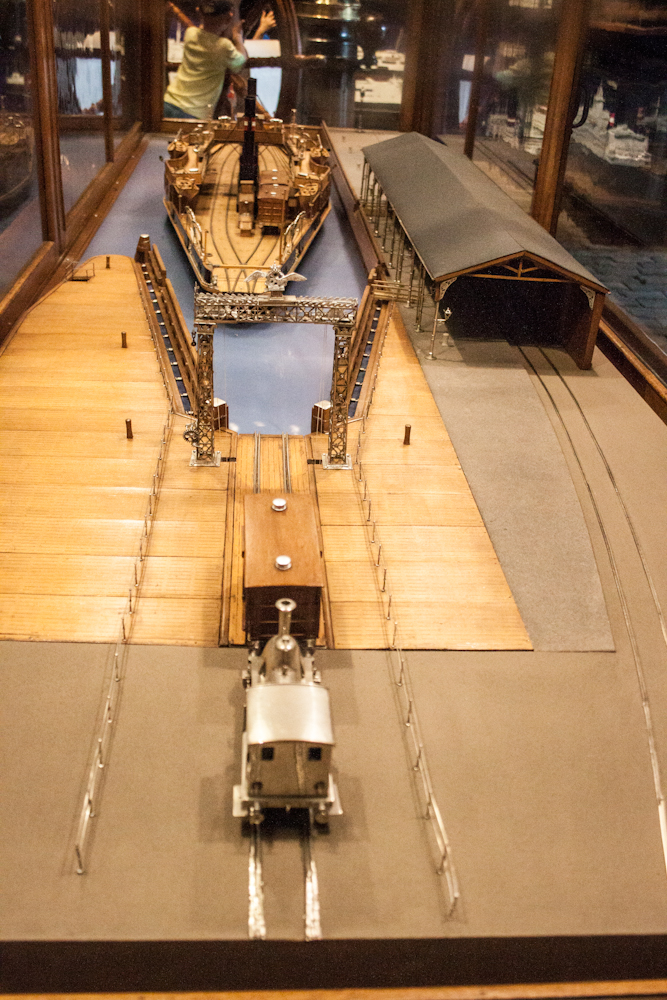

Az 1975-ben alapított, mintegy 10 000 négyzetméteren elterülő múzeum legnagyobb épülete egy régi fordítókorong körüli mozdony-remíz, körfűtőház. A múzeum körülbelül 50 mozdonyt, vasúti kocsit és más gördülőállományt mutat be a dán vasutak egész történetéből. A kisebb kiállított tárgyak között különösen érdekesek a Dánia földrajzi helyzete miatt széles közben alkalmazott vasúti kompok modelljei.

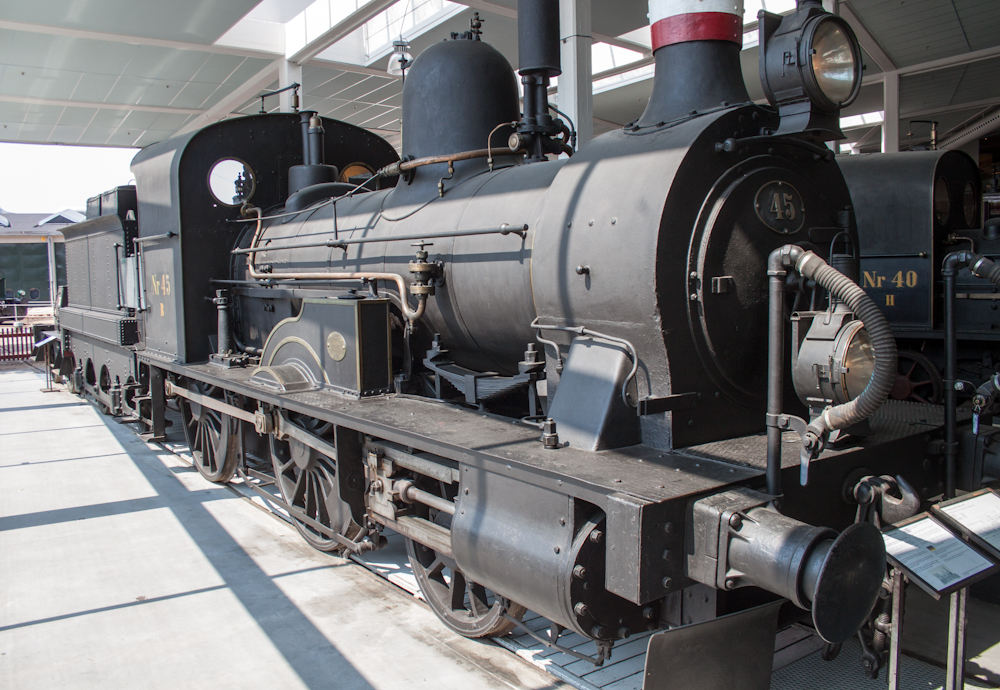
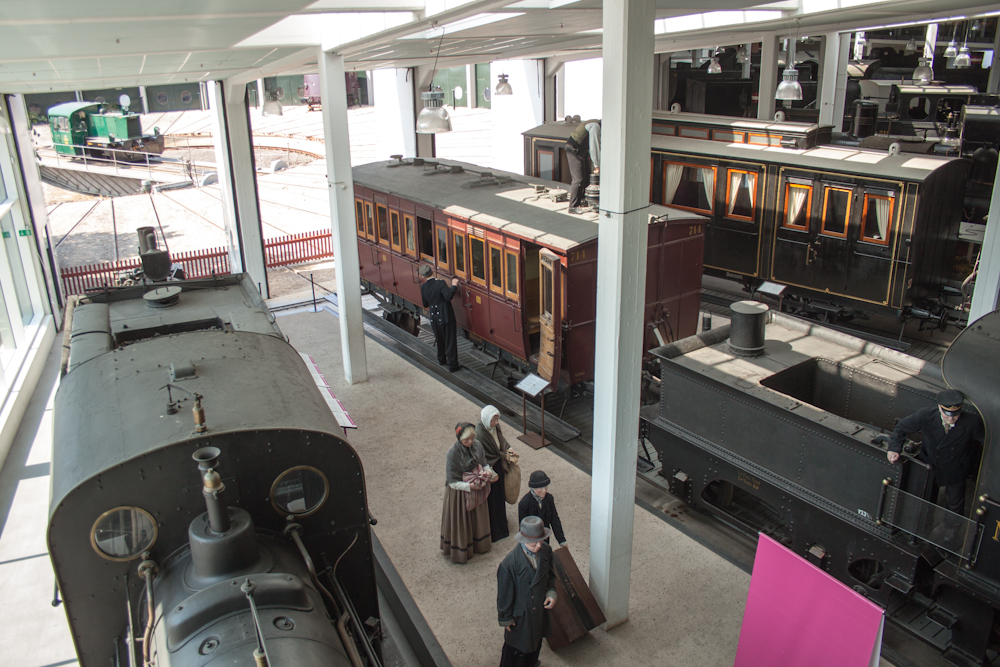
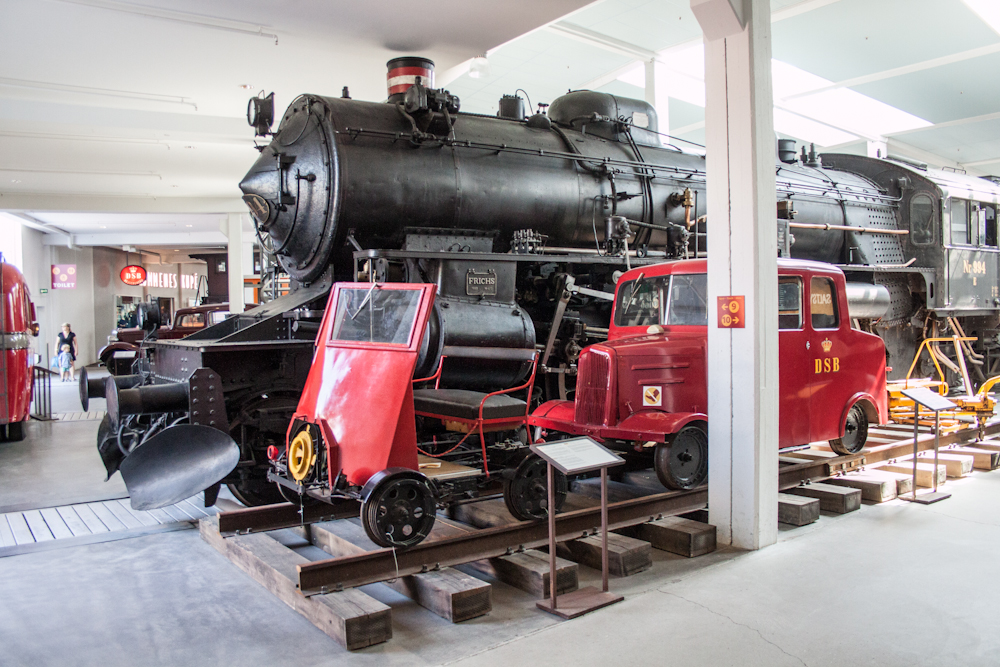

## Fordítás
- Ez a szócikk részben vagy egészben  a   Danish Railway Museum című angol Wikipédia-szócikk ezen változatának fordításán alapul.  Az eredeti cikk szerkesztőit annak laptörténete sorolja fel. Ez a jelzés csupán a megfogalmazás eredetét és a szerzői jogokat jelzi, nem szolgál a cikkben szereplő információk forrásmegjelöléseként.